# Moraberg

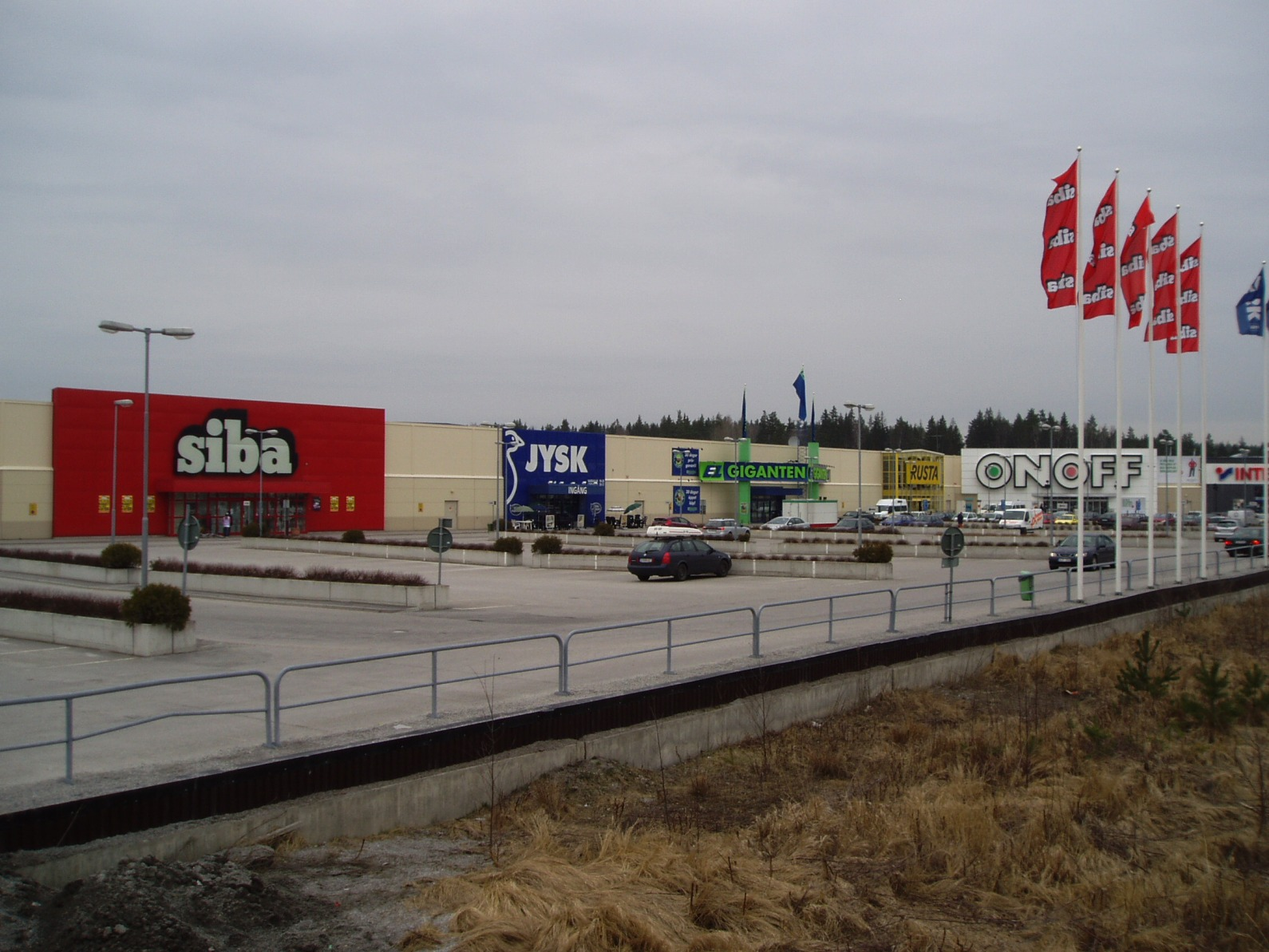
Moraberg köpcentrum

Moraberg eller Morabergs köpcentrum är ett köpcentrum i Södertälje i Stockholms län. Området växte fram efter 2000-talet.
Morabergs köpentrum ägs av Serena Properties som förvärvade det från Eurocommercial Properties i september 2020.

## Bakgrund
Områdena omkring dagens Moraberg var, fram tills etableringen av köpcentret, obebyggda skogs- och åkermarker. Idag är Moraberg Södertäljes största externhandelscentrum.

## Trafikplats
Morabergs trafikplats på E4/E20 är Södertäljes norra in- och utfart. Under 2007 ändrades sträckningen för länsväg 225 och går nu från Morabergs trafikplats till Nynäshamn.